# Dell Inspiron
Inspiron (/ˈɪnspɪrɒn/ IN-spirr-on, từng được gọi cách điệu là inspiron) là dòng máy tính phân khúc tầm trung được sản xuất bởi Dell bao gồm máy tính laptop, máy tính để bàn (desktop) và máy tính all-in-one. Dòng Inspiron sản xuất chủ yếu để cạnh tranh với các dòng máy tính khác cùng chung phân khúc như Aspire của Acer; Transformer Book Flip, VivoBook và Zenbook của Asus; Pavilion của HP; IdeaPad của Lenovo; Sens của Samsung và Satellite của Toshiba.

## Các loại sản phẩm

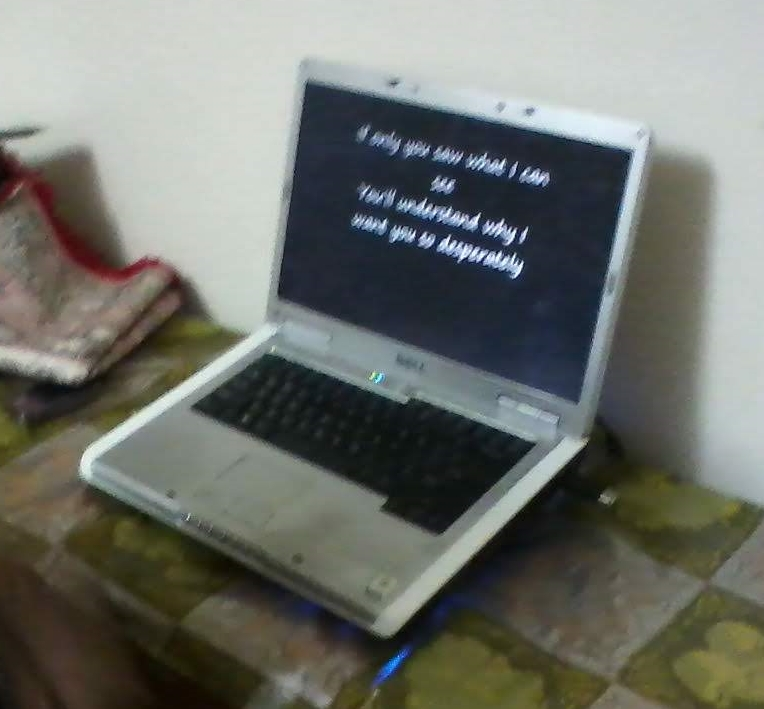
Mẫu Dell Inspiron 6400 ra mắt 2005

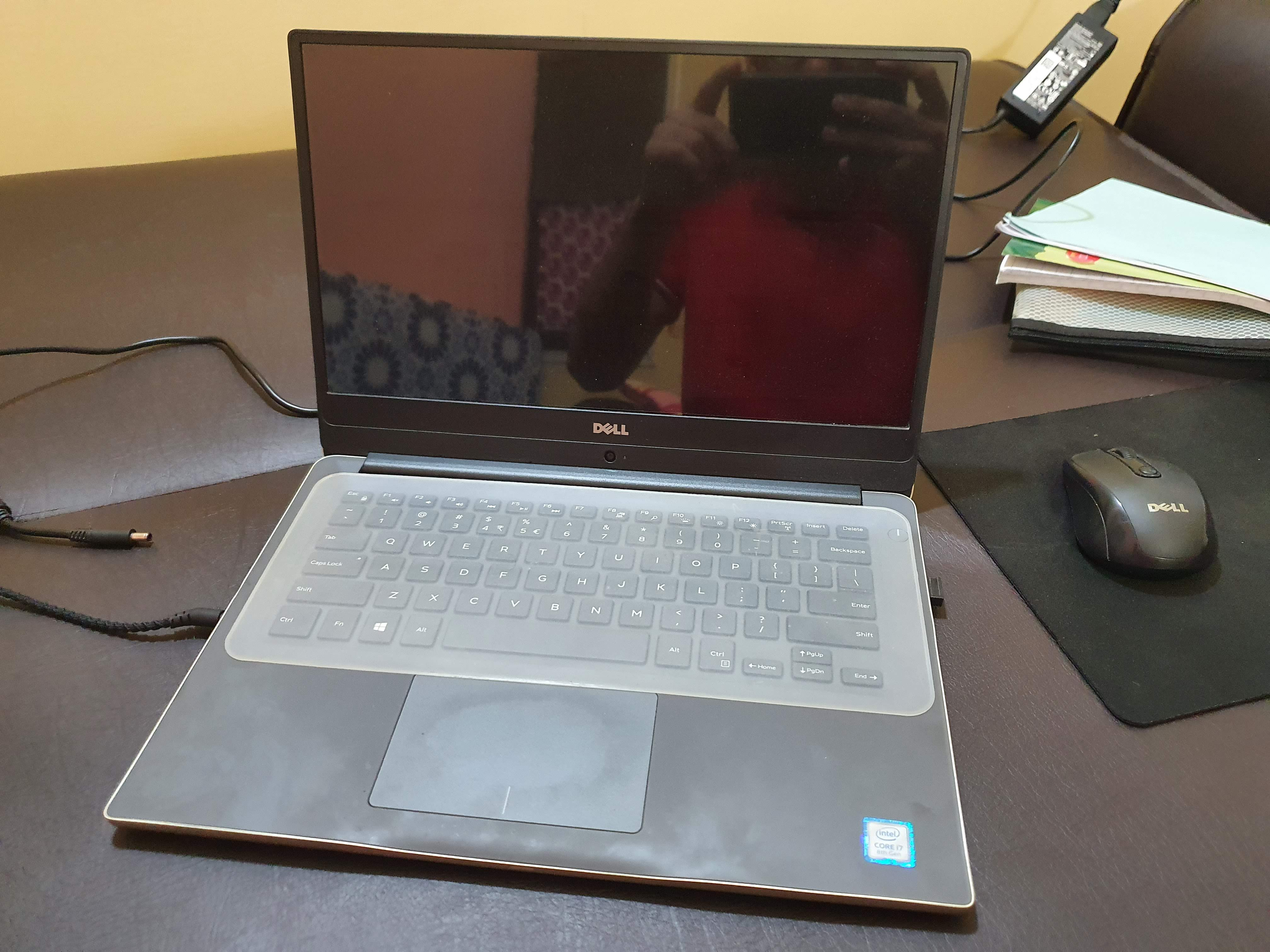
Mẫu Dell Inspiron 7472 ra mắt năm 2017

Dòng máy tính Dell Inspiron bao gồm:
- Máy tính laptop Dell Inspiron
- Máy tính để bàn Dell Inspiron
- Máy tính All-in-One Dell Inspiron

Đã ngưng sản xuất:
- Máy tính mini Dell Inspiron Mini (2008-2010)

## Liên kết
- Website chính thức
- Dell Inspiron Drivers